# باشگاه فوتبال فارنهام تاون
باشگاه فوتبال فارنهام تاون (به انگلیسی: Farnham Town Football Club) یک باشگاه فوتبال در شهر فارنهام، کشور انگلستان است که در سال ۱۹۱۲ میلادی تأسیس شده‌است.